# Calamaria thanhi
Calamaria thanhi е вид змия от семейство Смокообразни (Colubridae).

## Разпространение и местообитание
Видът е разпространен във Виетнам.
Обитава национални паркове, гористи местности и планини.